# Mão-pelada
O mão-pelada, cachorro-do-mangue, cachorrinho-guaxinim, cachorro-do-mato-guaxinim, meia-noite, jaracambeva, jaguacampeba, iguanara, jaguacinim, guaxinim, guaxinim-sulamericano, (nome científico: Procyon cancrivorus) é um mamífero carnívoro da família dos procionídeos (Procyonidae). É bastante parecido com o guaxinim (Procyon lotor), com o qual possui parentesco. É de porte médio, cujo comprimento da cabeça e do corpo é de 41 a 80 centímetros e o da cauda é de 20 a 56 centímetros. O peso pode variar de 2 a 12 quilos. Sua pelagem varia de marrom escuro ao grisalho, às vezes variando ao castanho e vermelho, e há uma máscara preta em seu rosto. Sua cabeça é curta e o focinho pontudo. É plantígrado e possui, à semelhança dos seres humanos, quatro vezes mais receptores sensoriais nas mãos, o que lhe dá maior acuidade tátil.
Tem uma distribuição geográfica ampla, habitando a região que vai da Costa Rica à América do Sul, abrangendo todo o Brasil e o norte da Argentina e do Uruguai.
É um animal solitário, noturno e terrestre, mede cerca de 60 centímetros de comprimento e vive próximo a fontes de água, como rios, mangues, praias, baías e lagoas. Contudo, pode ser encontrado em áreas não-aquáticas em determinadas épocas do ano, ocorrendo em todos os biomas brasileiros: cerrado, amazônia, caatinga, pantanal, mata atlântica e pampas.

## Etimologia e vernáculos
Procyon, nome do gênero, é derivado do latim e significa "antecessor do cão" ou "assim como o cão". E, foi determinado o nome científico cancrivorus devido a sua preferência alimentar por crustáceos, o qual "cancro" significa caranguejo e vorus comedor. Alguns de seus nomes advém do tupi: Jaracambeva e jaguacampeba de iararaka-akanga-péwa ou ya'gwara-akanga-péwa (ya'gwara = "onça, jaguar, cão"; -acanga- = "cabeça"; péwa = "chato"); guaxinim de waxinín (lit. "o que rosna, roncador")  e jaguacinim de îagûasinĩ ou iawara-sinínga. Iguanara tem origem obscura. Outros de seus nomes, em português, são mão-pelada, cachorro-do-mangue, cachorrinho-guaxinim, cachorro-do-mato-guaxinim, meia-noite; em espanhol: cangrejera, mapache lavador e mayuato; e em inglês crab-eating racoon.

## Evolução e taxonomia
Os mãos-peladas foram descritos pela primeira vez em 1792 pelo naturalista francês Georges Cuvier, que o descreveu como sendo Ursus cancrivorus. O colocou na família dos ursídeos (Ursidae) e afirmou que descendia deles a partir de um ancestral como, os miacídeos (Miacidae). Mais adiante, foram reclassificados como pertencentes à família dos procionídeos (Procyonidae), da qual fazem os quatis (Nasua), juparás (Potos), bassariscos (Bassariscus), Bassaricyon (olingos e olinguitos) Procyon (guaxinins). Um estudo filogenético de 2007 mostrou que os juparás formam uma linhagem basal irmã do resto dos procionídeos. Divergiram há 21,6–24 milhões de anos. Dois clados, um levando a Bassaricyon e quatis, e um levando a bassariscos e Procyon, apareceram posteriormente e irradiaram durante o Mioceno (23,8 a 5,3 milhões de anos atrás).
|  | Bassaricyon (olingo e olinguito) |
|  |                                  |
|  | Nasua e Nasuella (quatis)        |
|  |                                  |

|  | Procyon (guaxinins)       |
|  |                           |
|  | Bassariscus (bassariscos) |
|  |                           |

|  | Bassaricyon (olingo e olinguito) |
|  |                                  |
|  | Nasua e Nasuella (quatis)        |
|  |                                  |

|  | Procyon (guaxinins)       |
|  |                           |
|  | Bassariscus (bassariscos) |
|  |                           |

|  | Bassaricyon (olingo e olinguito) |
|  |                                  |
|  | Nasua e Nasuella (quatis)        |
|  |                                  |

|  | Procyon (guaxinins)       |
|  |                           |
|  | Bassariscus (bassariscos) |
|  |                           |

|  | Bassaricyon (olingo e olinguito) |
|  |                                  |
|  | Nasua e Nasuella (quatis)        |
|  |                                  |

|  | Procyon (guaxinins)       |
|  |                           |
|  | Bassariscus (bassariscos) |
|  |                           |

### Subespécies
Atualmente se reconhecem quatro subespécies de mão-pelada, que são:
- P. cancrivorus cancrivorus G. Cuvier, 1798;
- P. cancrivorus aequatorialis J. A. Allen, 1915;
- P. cancrivorus nigripes Mivart, 1886;
- P. cancrivorus panamensis Goldman, 1913;

## Características

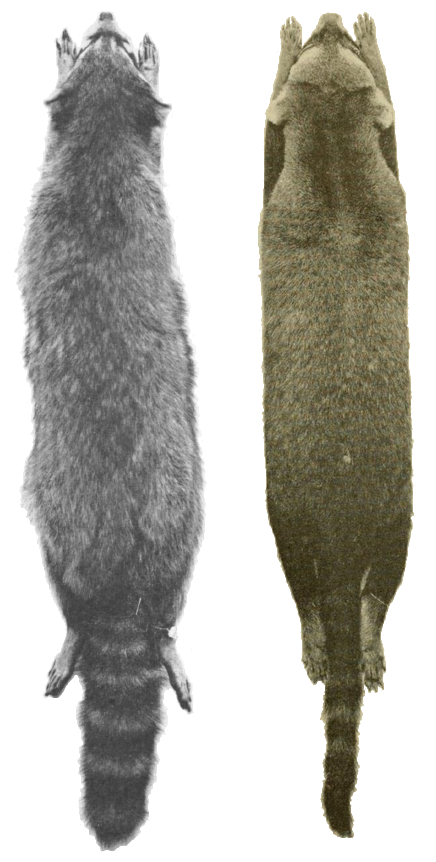
Peles de mão-pelada (direita) e guaxinim (esquerda)

Parece ser mais adaptado ao estilo de vida arbóreo do que seu parente, pois tem garras mais afiadas e estreitas, e se adapta melhor a uma dieta de alimentos de casca dura, visto que a maioria dos dentes da bochecha são maiores do que os do guaxinim, com cúspides arredondadas e mais largas. Embora possa parecer menor e mais aerodinâmico do que o seu parente, devido à sua pele muito mais curta e constituição mais graciosa, tem dimensões semelhantes às espécies do norte. O comprimento da cabeça e do corpo é de 41 a 80 centímetros (16 a 31 polegadas), o da cauda é de 20 a 56 centímetros (8 a 22 polegadas) e a altura no ombro é de cerca de 23 centímetros (9 polegadas). O peso pode variar de 2 a 12 quilos (4 a 26 libras), embora estejam principalmente entre os 5 e 7 quilos (11 e 15 libras); outras fontes apontam peso máximo de 10 quilos.
Sua pelagem varia de marrom escuro ao grisalho, às vezes variando ao castanho e vermelho, e há uma máscara preta em seu rosto que se estende dos olhos à base da mandíbula. Sua cauda é peluda e possui 10 de cinco a dez anéis escuros. Sua cabeça é curta e o focinho pontudo, os olhos são grandes, redondos e quase totalmente orientados à frente e as orelhas são semirredondas com cor preta e bordas brancas. Seus membros torácicos são menos elevados que os pélvicos e são adaptados para segurar alimentos uma vez que suas mãos são móveis, desprovidas de pelos, espalmadas com dígitos longos e garras não retráteis. As suas pernas são pretas, ao contrário das de seu parente nortista, e são longas. Visto ser plantígrado, ou seja, anda sobre a planta dos pés, sua pegada dianteira apresenta cinco dígitos finos e separados que se assemelham a mão humana espalmada, com as marcas das unhas e almofadas dispostas radialmente. Sua passada é de disposição paralela. Tais características o permitem ficar na posição bípede.
Tal como os seres humanos, possui quatro vezes mais receptores sensoriais na pele das mãos do que dos pés, lhe dando maior acuidade tátil. Seu nervo isquiático origina-se no tronco lombossacral, nos ramos ventrais do sexto e sétimo nervos lombares e do primeiro nervo sacral. A origem do nervo isquiático do mão-pelada na região lombar é semelhante ao dos preás (Cavia aperea), cães (Canis lupus familiaris), gatos (Felis silvestris catus) e mocós (Kerodon rupestris), mas diferem nos três últimos quanto origem na região sacral, que tem origem no primeiro e segundo nervos sacrais.

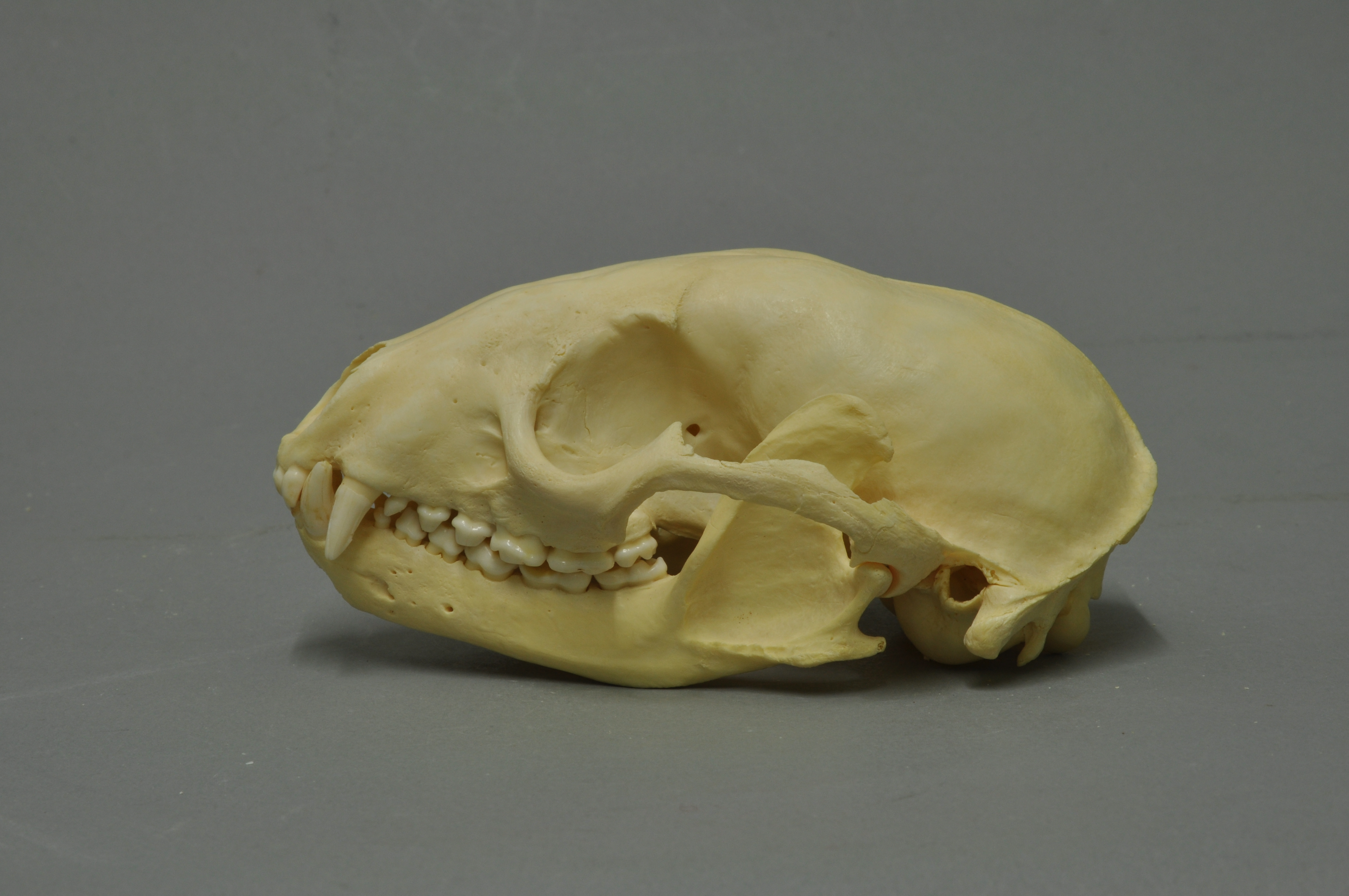
Crânio de mão-pelada

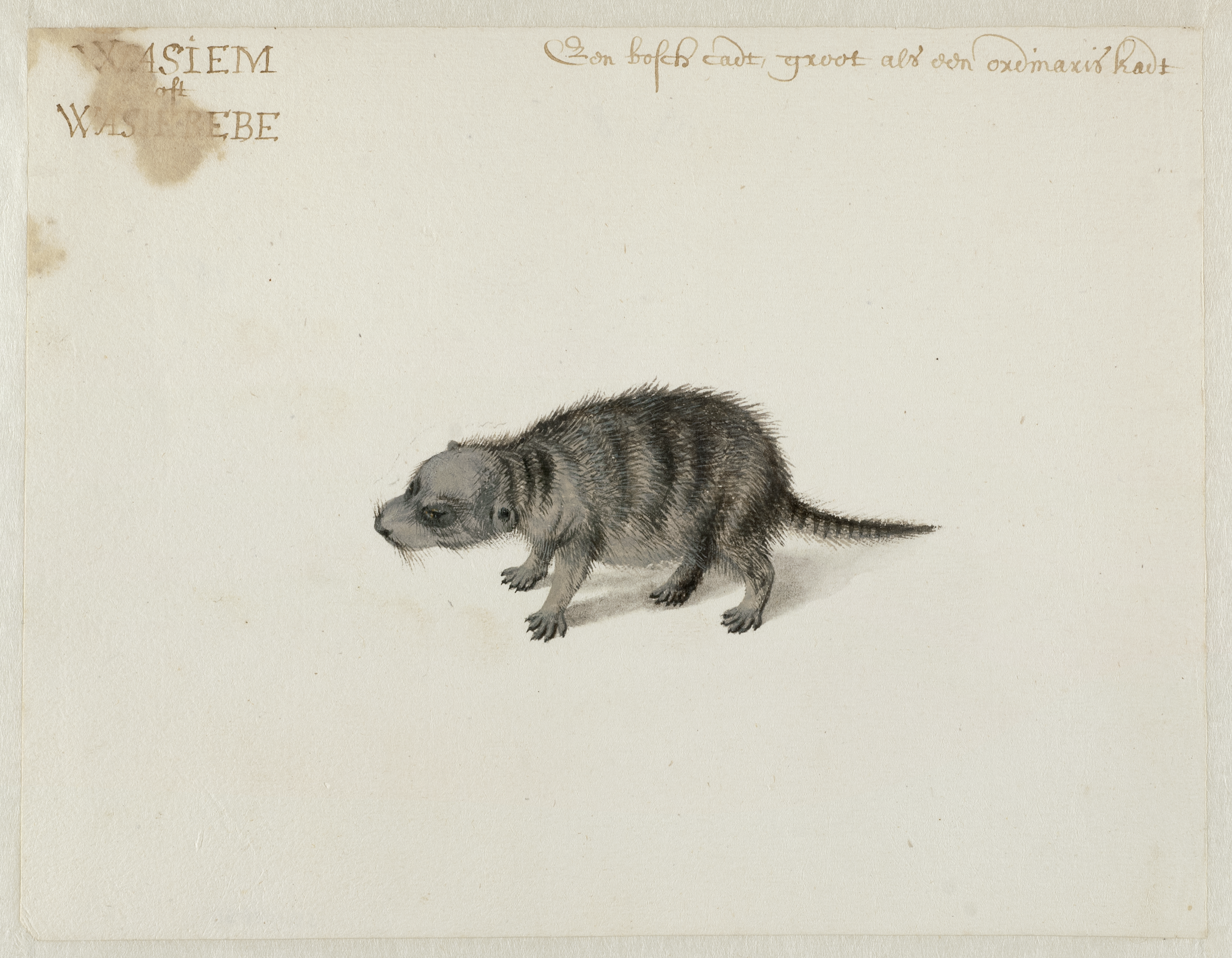
Aquarela de Frans Post de 1637/40

## Comportamento e dieta
O mão-pelada é solitário e notívago (noturno), principalmente terrestre, mas passa uma quantidade significativa de tempo nas árvores. Produzem abrigos em árvores, ocos de árvores, tocas, bromélias ou touceiras de capim. São animais onívoros e sua dieta se baseia em frutos (embaúba, jerivá, palmito, araticum, guariroba), anfíbios (sapos, rãs, pererecas e girinos), peixes, moluscos (ostras e amêijoas), répteis, pequenos mamíferos, aves, minhocas, ovos de tartaruga, artrópodes (lagartas, caranguejos, lagostas, lagostins, besouros, cigarras, aranhas) e outros invertebrados. Em ambientes nos quais há presente de alimentos de origem antrópica (lixeiras e comedouros), os mãos-peladas se alimentam sobretudo disso, como fazem os cães de rua, cães ferais, ursos, gatos e as outras espécies de guaxinins. No Brasil, estudos radiométricos revelaram uma área de vida de até 6,95 quilômetros quadrados para um macho, com outros indivíduos estudados apresentando áreas de 4,7 ± 3,3 quilômetros quadrados. Aparentemente não são territorialistas, havendo relatos de sobreposição da áreas de vida.

### Reprodução
O mão-pelada reproduz-se entre julho e setembro, e a gestação dura entre 60 e 73 dias. Os descendentes nascem em fendas, árvores ocas ou ninhos abandonados de outras criaturas. Nascem entre dois e sete filhotes, sendo três a média. Embora se reproduzam apenas uma vez por ano, se uma fêmea perder todos os seus filhotes no início da temporada, se acasalarão novamente e terão uma segunda ninhada. Os machos não participam da criação dos filhotes e, enquanto cuidam dos filhotes, as fêmeas se tornam muito mais territoriais e não toleram outros mãos-peladas ao seu redor. Os filhotes nascem com seus olhos fechados e os abrem em torno da terceira semana. Entre sete e nove semanas, saem do ninho e exploram o ambiente com sua mãe. Com 12 semanas, desmamam e se separam do grupo. Alcançam sua maturidade sexual com um ano de vida. Em cativeiro, há registros de espécimes que sobreviveram por 20 anos, enquanto na natureza não vivem mais do que cinco.

## Distribuição geográfica ehabitat

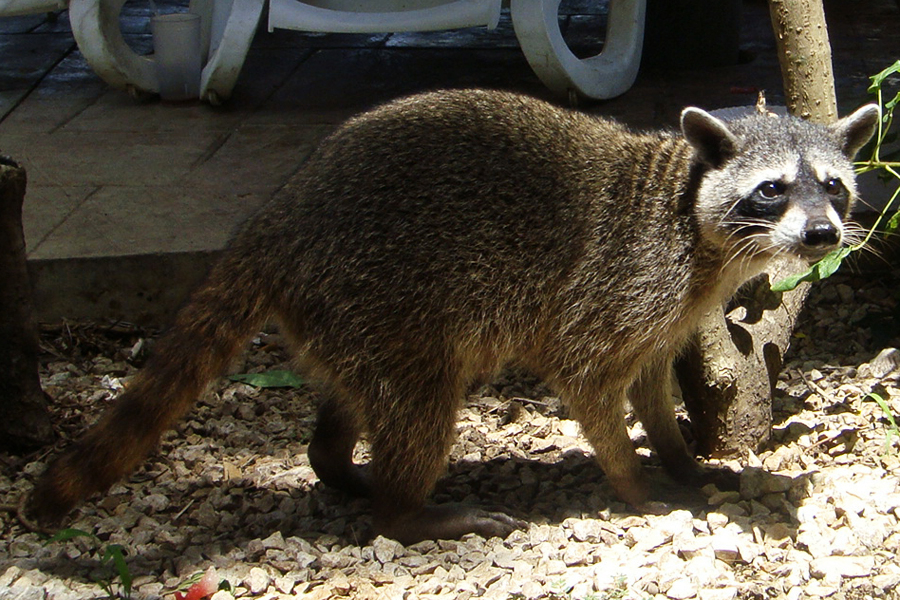
Exemplar da Costa Rica

O mão-pelada apresenta uma grande adaptação a vários tipo de habitats, uma vez que podem ser encontrado em ambientes aquáticos, não-aquáticos e até áreas com perturbações antrópicas. Ainda assim, esta espécie, apesar de viver adaptável a vários tipos de ambientes, tem certa dependência a áreas onde há fontes de água. Quase sempre é encontrado próximo a riachos, lagos e rios, embora possa ser registrado em territórios não aquáticos na certas épocas do ano. Ocorrem em florestas ombrófilas densas, semidecíduas, decíduas e mistas, Caatinga, Cerrado, mangues, restingas e Pantanal. Por vezes aparecem em paisagens modificadas, como mosaicos de eucalipto e vegetação natural, canaviais, pastos e fragmentos de mata. No Panamá e na Costa Rica, onde é simpátrico com o guaxinim, pode ser encontrado estritamente em rios e riachos do interior, enquanto o guaxinim vive em florestas de mangue.
Geograficamente, tem distribuição ampla, desde a América Central (Panamá e Costa Rica) e por boa parte da América do Sul a leste dos Andes, incluindo Argentina, Brasil, Bolívia, Colômbia, as Guianas, Suriname, Trindade e Tobago e Venezuela. Especificamente no Brasil, tem presença em todos os biomas, inclusive o território de inúmeras unidades de conservação.

## Conservação
Na classificação da União Internacional para a Conservação da Natureza (UICN), é classificado como uma espécie pouco preocupante (LC) em relação à sua extinção, mas a espécie parece estar entrando em declínio devido a perda de habitat, como a destruição dos manguezais, atropelamento nas rodovias, caça com o objetivo de utilização de sua pele, prática de tiros, tráfico de animais e poluição da água, sobretudo por despejo de dejetos industriais e o mercúrio, proveniente das áreas de garimpo, em fontes de água que acabam envenenando várias espécies e as comprometendo em seu ambiente natural. Além disto, foram encontrados indivíduos desta espécie com leishmaniose e soropositivos para a raiva, cinomose, parvovirose e leptospirose.